# Risga
Risga ist eine kleine unbewohnte Insel in der schottischen Council Area Highland. Sie liegt im Meeresarm Loch Sunart nahe den Inseln Oronsay und Càrna. In einer weitergefassten Definition wird sie manchmal zur Inselgruppe der Inneren Hebriden gezählt.

## Geografie
Die Insel im Loch Sunart ist höchstens 480 m lang und 280 m breit. Sie liegt nahe dem Nordufer des Meeresarms. Gegenüber liegt der Weiler Glenborrodale an der Glenborrodale Bay auf der Halbinsel Ardnamurchan. Von dieser trennt sie eine Wasserstraße, die am schmalsten Punkt weniger als 100 m breit ist. Historisch gehörte Risga zum Distrikt Lochaber.

## Geschichte und Archäologie
Auf Risga befindet sich der spätmesolithische Muschelhaufen von Risga.